# Зида, Исаак
Исаак Якуба Зида (фр. Isaac Yacouba Zida; род. 16 ноября 1965, Верхняя Вольта) — государственный и военный деятель Буркина-Фасо; экс-начальник охраны президента Блеза Компаоре; исполняющий обязанности президента (1 ноября — 17 ноября 2014) и премьер-министр Буркина-Фасо с 1 ноября 2014 по 7 января 2016 года. Был лишён этого поста на неделю с 16 по 23 сентября 2015 года, в связи с попыткой переворота.

## Биография

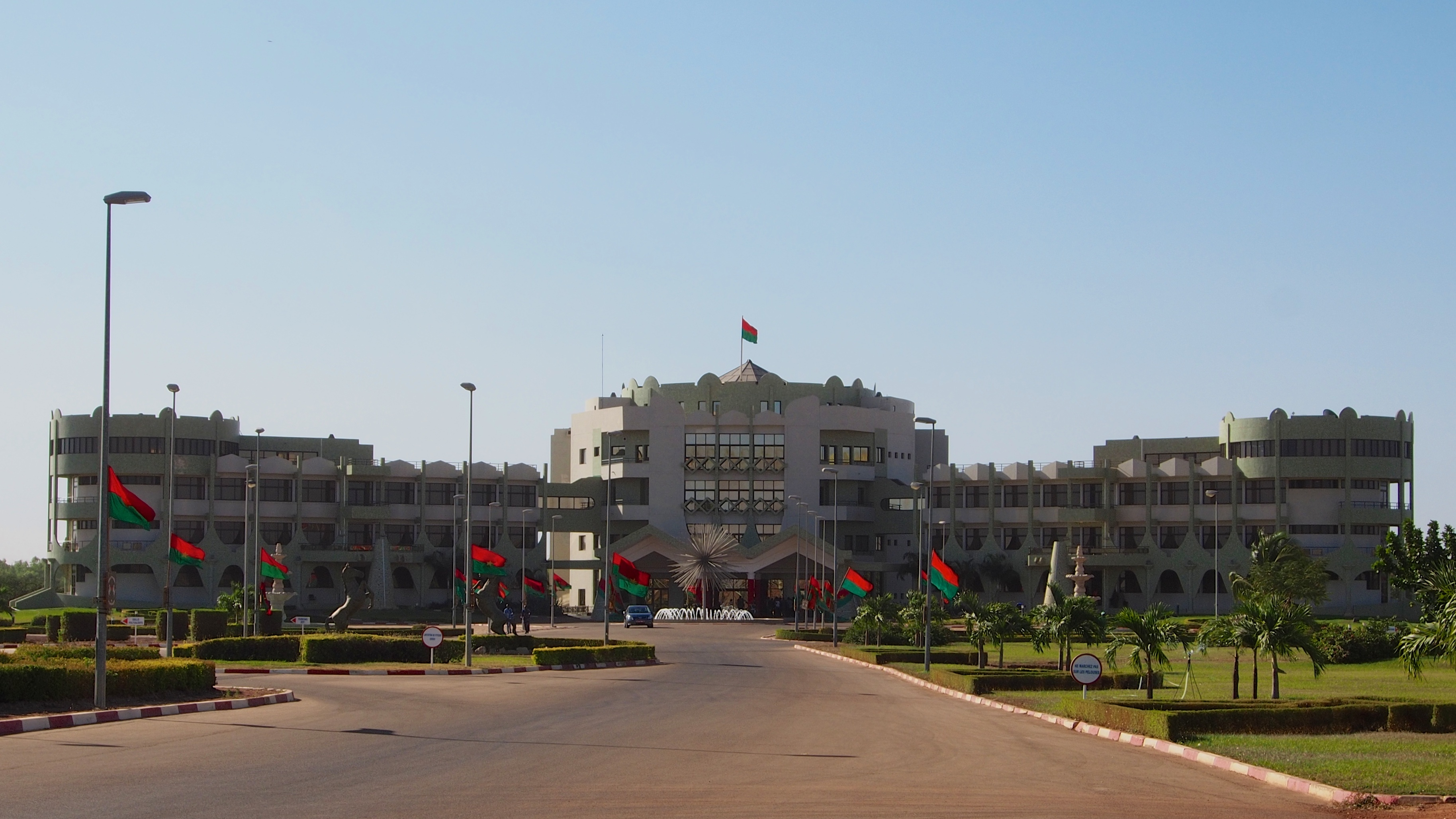
Дворец Коссян, где Зида присоединился к протестующим

В 1993—1996 годах обучался в военной академии г. По (Буркина-Фасо), после окончания был зачислен в Полк президентской охраны. Проходил подготовку за рубежом, в Марокко, Камеруне (2010—2011), в 2012 году был слушателем курсов противодействия терроризму во Флориде (США).
В 2008—2009 годах Зида был военным наблюдателем миротворческой миссии ООН в Демократической республике Конго.
В июле 2011 года назначен заместителем командира Полка президентской охраны.
Во время восстания в Буркина-Фасо, 31 октября 2014 года военные объявили о том, что Компаоре больше не руководит страной. В обнародованном заявлении от имени Компаоре говорится, что в течение 90 дней в Буркина-Фасо должны пройти выборы. После отставки президента его функции на себя возложил Набере Оноре Траоре, став одновременно и министром обороны Буркина Фасо.
На следующий день, утром 1 ноября в течение нескольких минут в столице была слышна интенсивная перестрелка в районе президентского дворца. В вооружённых силах произошёл раскол. Так, заместитель главы президентской гвардии подполковник Исаак Зида в телеобращении заявил о взятии на себя роли главы государства, сказав, что «гражданские и вооруженные силы решили взять судьбу народа в руки», «молодёжь Буркина-Фасо дорого заплатила. Я хочу заверить их, что их стремление к демократическим переменам не будет предано или подвергнуто разочарованию», «я возлагаю на себя обязанности президента и призываю Экономическое сообщество стран Западной Африки и международное сообщество продемонстрировать своё понимание и поддержку новым властям», а «состав переходного органа будет объявлен позже». Он также сообщил, что все армейские корпуса, в том числе полки президентской гвардии перешли на сторону народа, и объявив о своём наборе чрезвычайных мер, развернул свои войска на улицах.
Вечером, по итогам совещания военного руководства Буркина-Фасо, Государственным лидером на переходный период военные избрали единогласно подполковника Исаака Зида. Документ о его назначении подписал начальник генштаба вооруженных сил, министр обороны и и. о. президента страны Оноре Траоре. Ранее он сообщал, что сам займет президентское кресло. Таким образом, говорить о втором перевороте за сутки не пришлось.
17 ноября 2014 года временно исполнять обязанности президента стал Мишель Кафандо. Исаак Зида остался главой переходного правительства. 23 ноября 2014 года, Мишель Кафандо утвердил правительство Исаака, в котором Зида, кроме премьер-министра, занял пост министра обороны. 16 июля 2015 года Кафандо сменил Зиду на должности министра обороны.
16 сентября 2015 года смещён в результате военного переворота и помещён под арест вместе с и. о. президента Кафандо. Однако под давлением мирового сообщества и благодаря отсутствию поддержки путчистов населением и армией 23 восстановлен на этом посту.
Ушёл в отставку с поста премьер-министра в январе 2016 года, вскоре после инаугурации избранного президента Каборе, после чего сразу уехал в Канаду, где уже проживала его семья. Отказывался возвращаться на родину, где против него было возбуждено антикоррупционное дело. В конце 2016 года объявлен дезертировавшим с военной службы и уволен из армии.
Участвовал в президентских выборах 2020 года, на которых получил 1,5% голосов.